# محور نوری

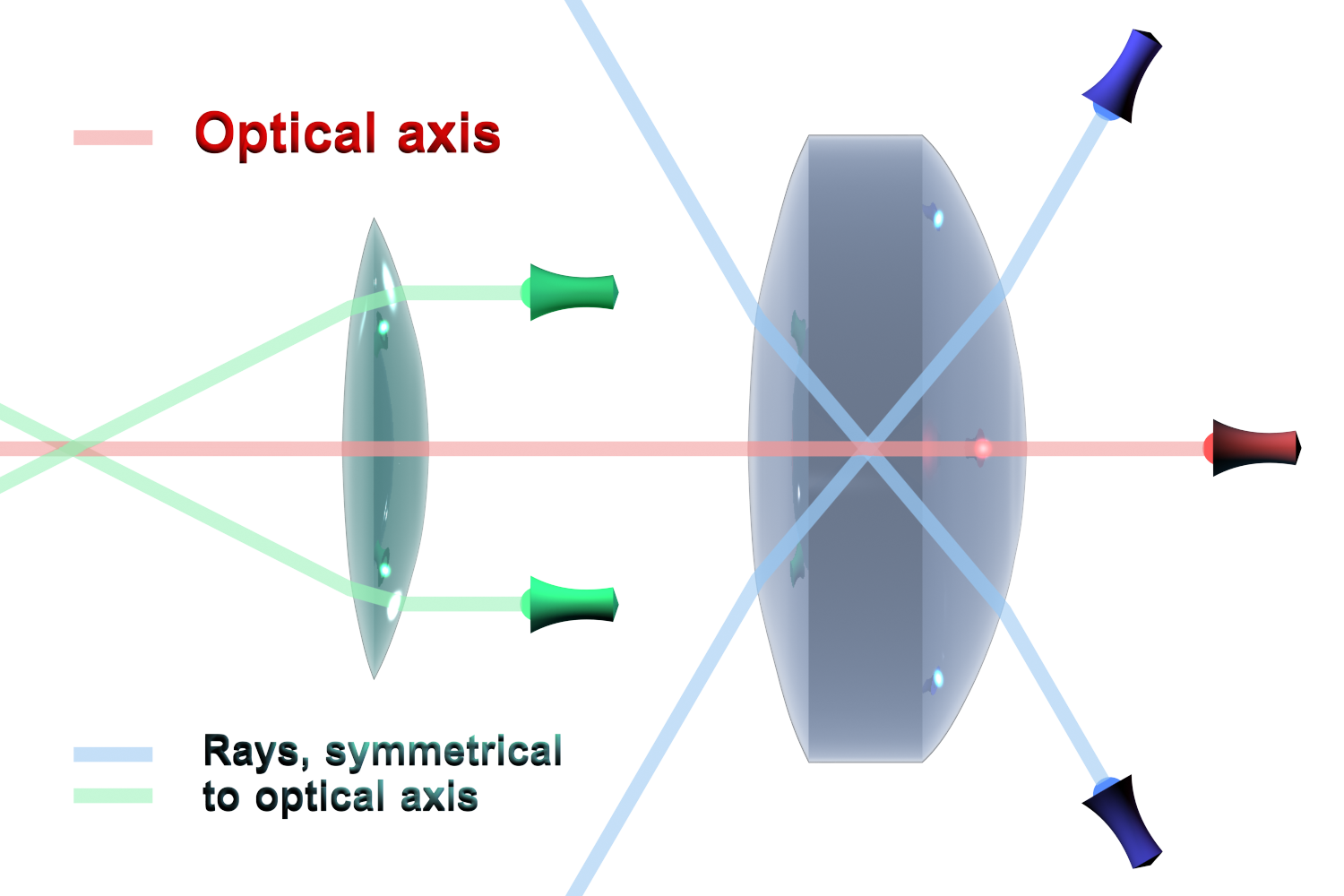
محور نوری (اشعه قرمز) در عدسی

محور نوری (به انگلیسی: optical axis)، خط تقارن در یک سیستم نوری مانند عدسی است که حول آن خط، درجه‌ای از تقارن چرخشی برقرار است.
محور نوری یک خط فرضی است که اگر پرتو نوری بر روی این خط قرار گیرد، بدون شکست از عدسی عبور می‌کند. در عدسی‌ها، این خط دقیقاً از مرکز انحنای عدسی عبور می‌کند.
در یک فیبر نوری، محور نوری در مرکز هسته فیبر قرار دارد و محور فیبر نامیده می‌شود.